# Ålö AB
För andra betydelser, se Ålö.
Ålö Aktiebolag är ett svenskt verkstadsindustriföretag som tillverkar frontlastare och tillhörande redskap med säte i Brännland utanför Umeå i Västerbotten. Frontlastare tillverkas under varumärkena Quicke och Trima samt redskap under namnet Original Implements.
Ålö har kunder i mer än 50 länder, säljbolag i åtta länder och fabriker i fyra länder. Försäljningen 2022 uppgick till 55 000 frontlastare och 80 000 redskap.

## Historia
Ålö grundades som ett kommanditbolag år 1949 under namnet AB Ålö-Maskiner av Karl-Ragnar Åström och Alfons Löfgren. Åström, som i mitten av 1940-talet tagit över familjejordbruket i Brännland, hade redan under flera år arbetet med konstruktionen av vad som 1947 kom att bli den första svenska frontlastaren. Tillsammans med Löfgren utvecklades konstruktionen och 1958 lanserades världens första snabbkopplande frontlastare kallad Quicke. Året efter började man exportera, inte minst för att möta den ökande konkurrensen på hemmamarknaden som växte fort. Ålö satsade därför medvetet på exportmarknader och redan 1967 sålde man fler frontlastare utomlands än i Sverige.
1993 gick det Umeå-baserade fastighetsbolaget Balticgruppen in som ägare i företaget med syfte att effektivisera, rationalisera och modernisera produktionen. De följande fem åren tredubblades nästan produktionen, från 5 000 till 14 000. År 2000 förvärvade Ålö dåvarande konkurrenten Trima, med följd att Trimas tidigare ägare Atle fick en ägarandel om 20 procent i Ålö. Den 1 januari 2002 bytte AB Ålö-Maskiner namn till Ålö AB och i december samma år ökade riskkapitalbolaget 3i, som övertagit Atle, sitt ägande till 49,9 procent – mer än Balticgruppens då 49,7 procent – och blev därmed ny huvudägare. 2004 påbörjades bygget av en helt ny fabrik i Brännland som en utbyggnad till fabrik 2, varpå fabrik 1 lades ner. 2011 förvärvade det internationella riskkapitalbolaget Altor både 3i:s och Balticgruppens aktier i Ålö.
Den 31 januari 2020 förvärvades Ålö av tyska JOST Werke SE.

## Galleri

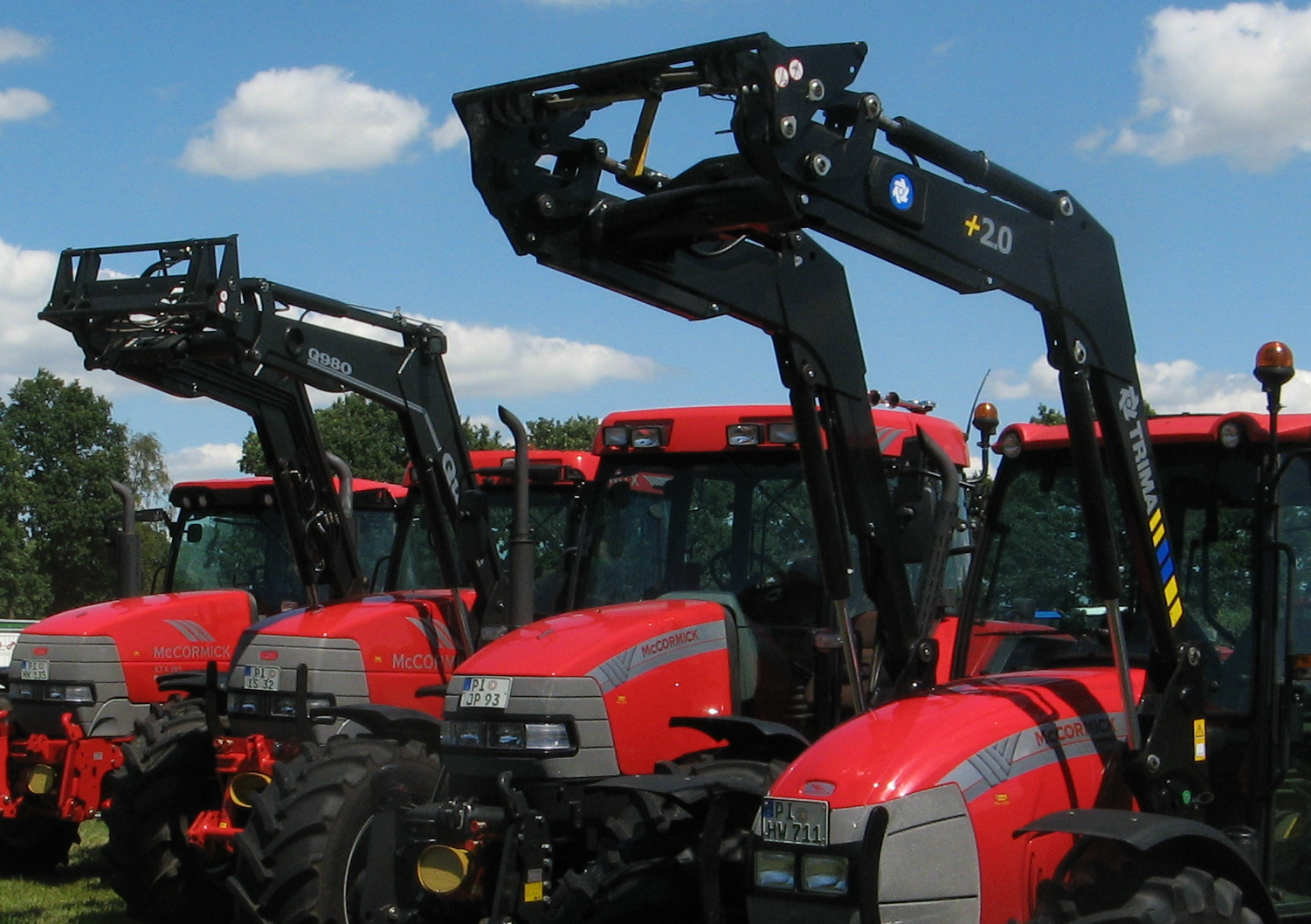
McCormick-traktorer med Quicke och Trima frontlastare.
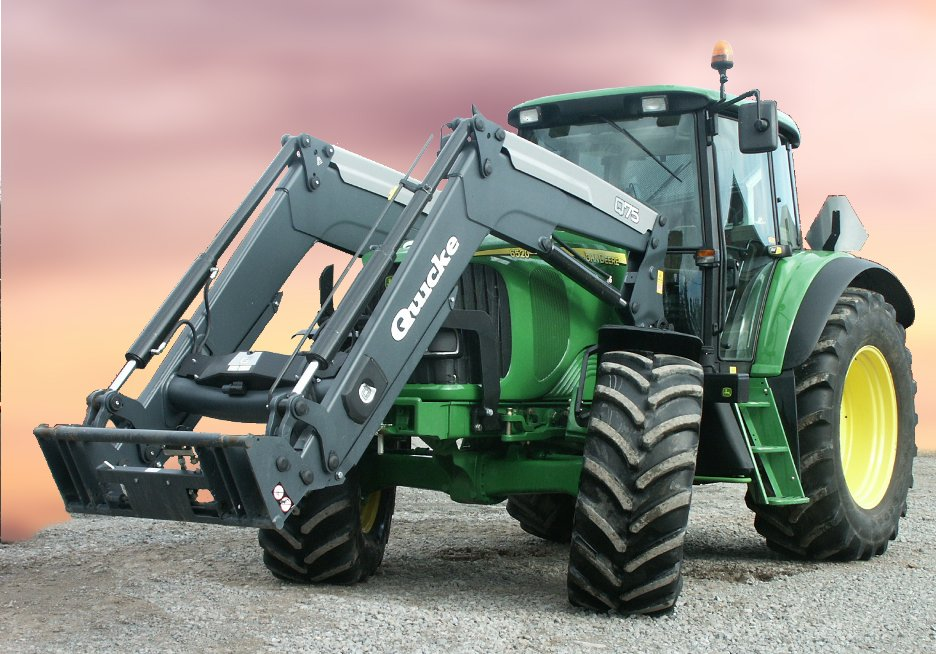
John Deere-traktor med Quicke Q75 lastare.
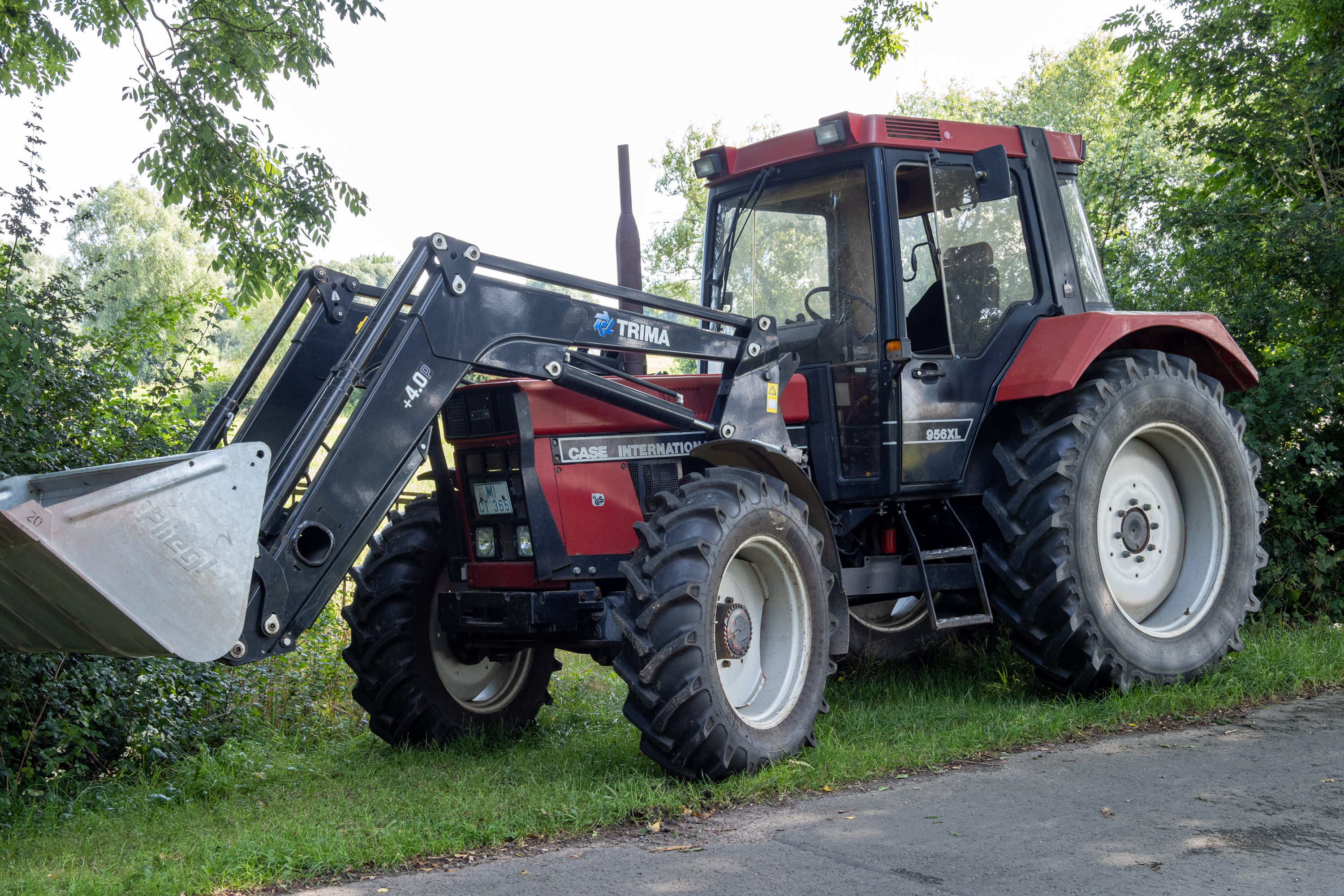
Case International-traktor med Trima 4.0P lastare.